# Административное деление СССР на 1 января 1925 года

## СССР. 1 января 1925 года
СССР образован 30 декабря 1922 года из РСФСР, УССР, БССР, ЗСФСР. СССР делился на республики
- общее число союзных республик — 6
- общее число основных республик ЗСФСР — 3
- общее число автономных республик — 13
- общее число автономных областей — 17
- общее число губерний — 66
- общее число краёв и областей — 2
- общее число округов — 28, в том числе:
- столица СССР — город Москва
- список республик (дата основания, столица):

1. РСФСР (7 ноября 1917 года, г. Москва, до 12 марта 1918 года — г. Петроград, 30 апреля 1918 — сентябрь 1920 существовала Туркестанская СФР, 6 апреля 1920 — 15 ноября 1922 года существовала Дальневосточная ССР, вошла в РСФСР)
2. Украинская ССР (12 декабря 1917 года, г. Харьков, с 7 января 1919 года — в РСФСР)
3. Белорусская ССР (1 января 1919 года, г. Минск, до 5 января 1919 года — г. Смоленск, с 31 января 1919 года — в РСФСР)
4. ЗСФСР (12 марта 1922, г. Тифлис, сразу в составе РСФСР, до 13 декабря 1922 года — ФСССРЗ — Федеративный Союз Социалистических Советских Республик Закавказья)
  1. Азербайджанская ССР (20 апреля 1920 года, г. Баку)
  2. Армянская ССР (29 ноября 1920 года, г. Эревань, сразу — в составе РСФСР)
  3. Грузинская ССР (9 декабря 1921 года, г. Тифлис, сразу — в составе РСФСР, 4 марта — 16 декабря 1921 года существовала Абхазская ССР, вошла в Грузинскую ССР)
5. Туркменская ССР (27 октября 1924 года, г. Полторацк, с 20 октября 1923 года на части территории будущей Туркменской ССР существовала Хорезмская ССР)
6. Узбекская ССР (27 октября 1924 года, г. Самарканд, с 20 октября 1923 года на части территории будущей Туркменской ССР существовала Хорезмская ССР)